# Trichopoda pennipes
Trichopoda pennipes är en tvåvingeart som först beskrevs av Fabricius 1781.  Trichopoda pennipes ingår i släktet Trichopoda och familjen parasitflugor. Inga underarter finns listade i Catalogue of Life.

## Bildgalleri

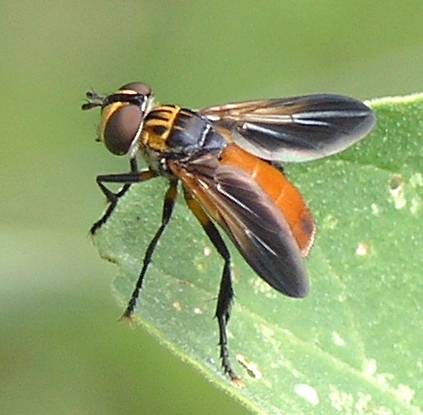
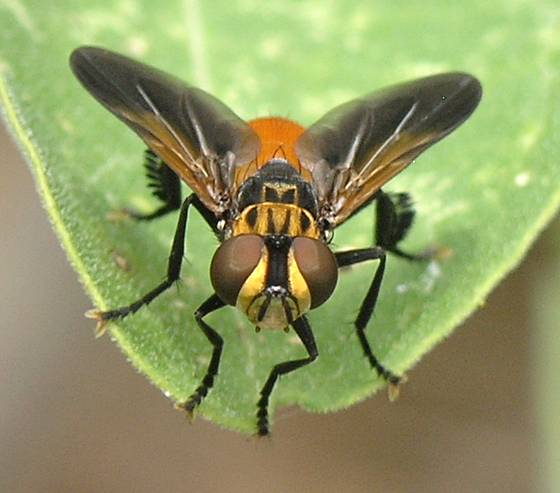
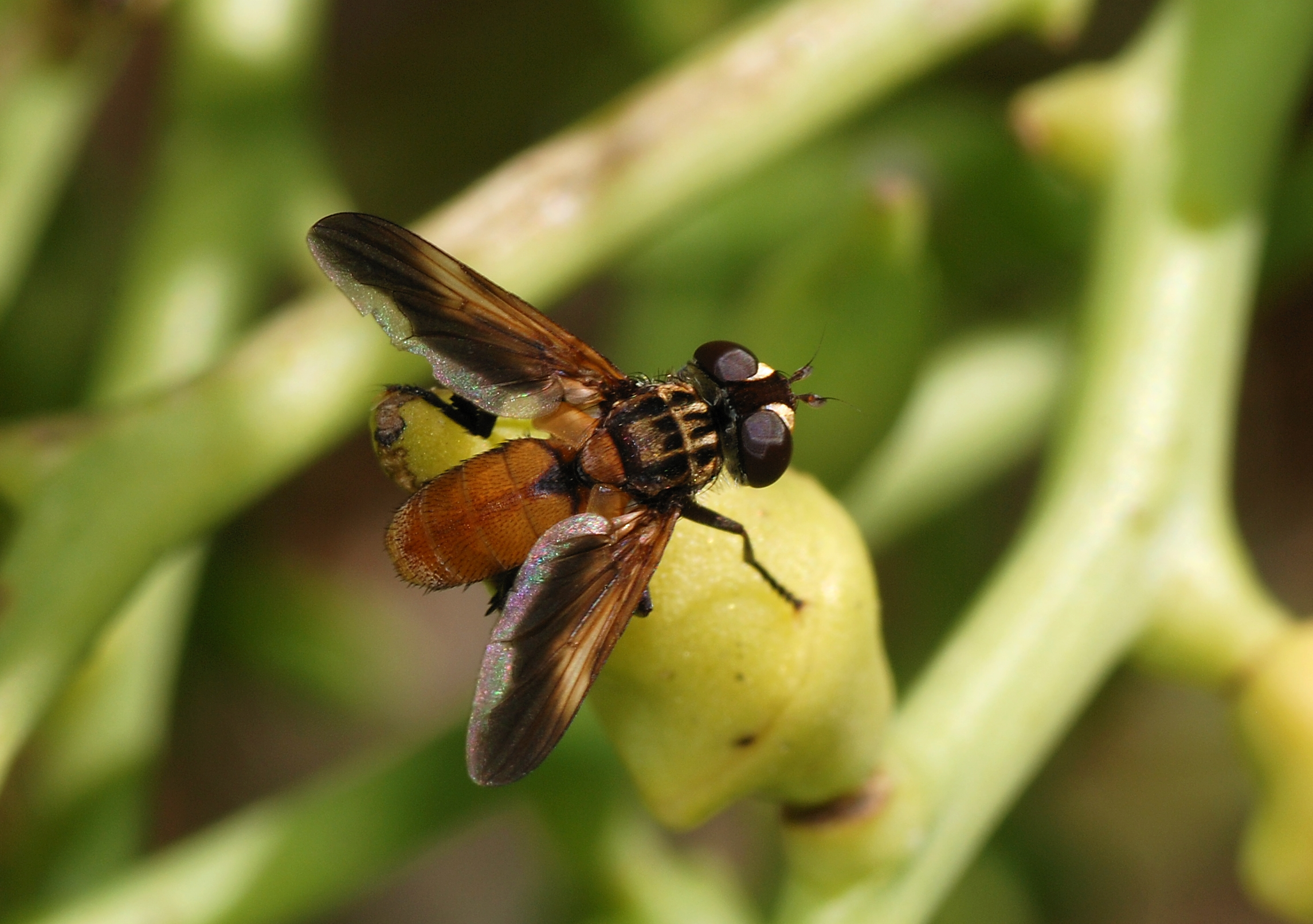
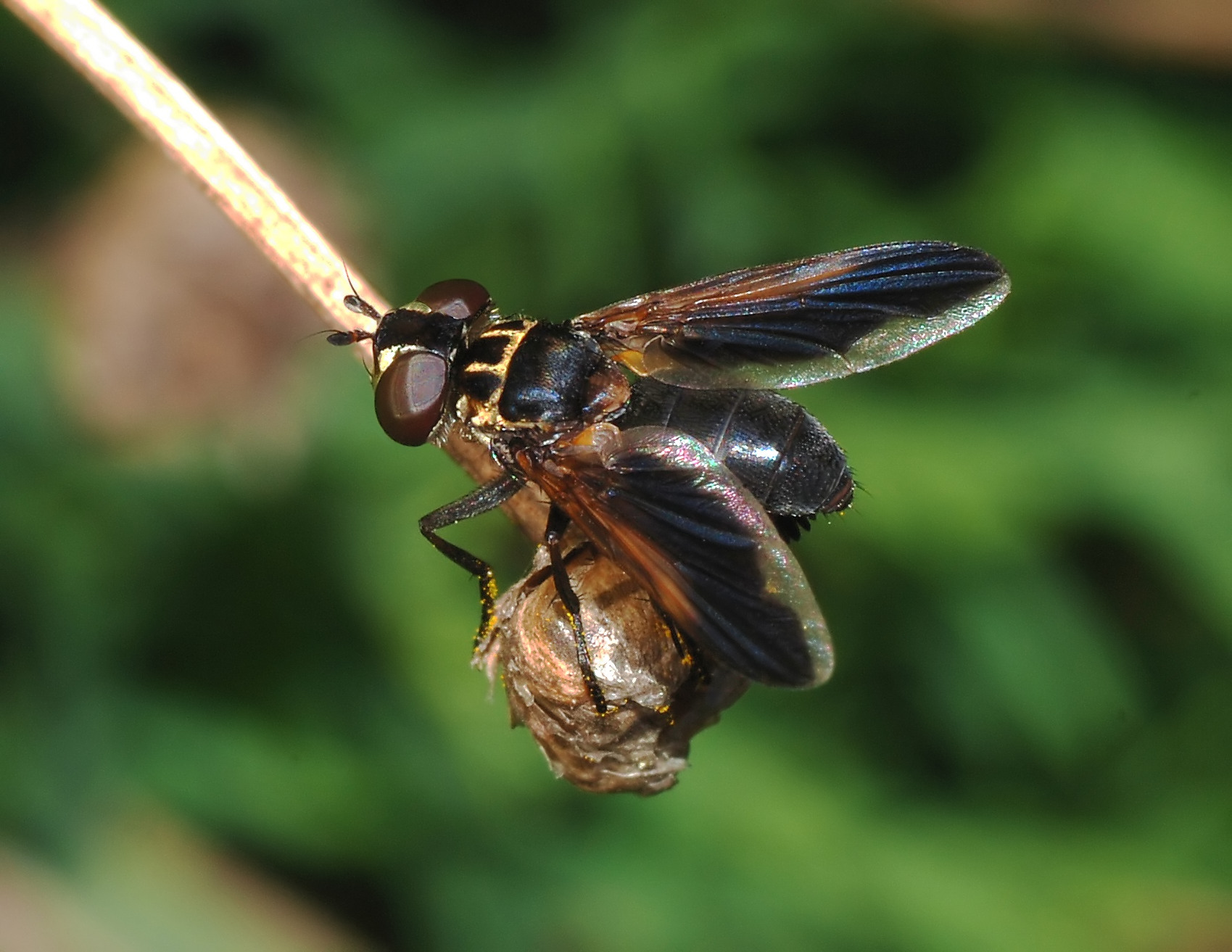
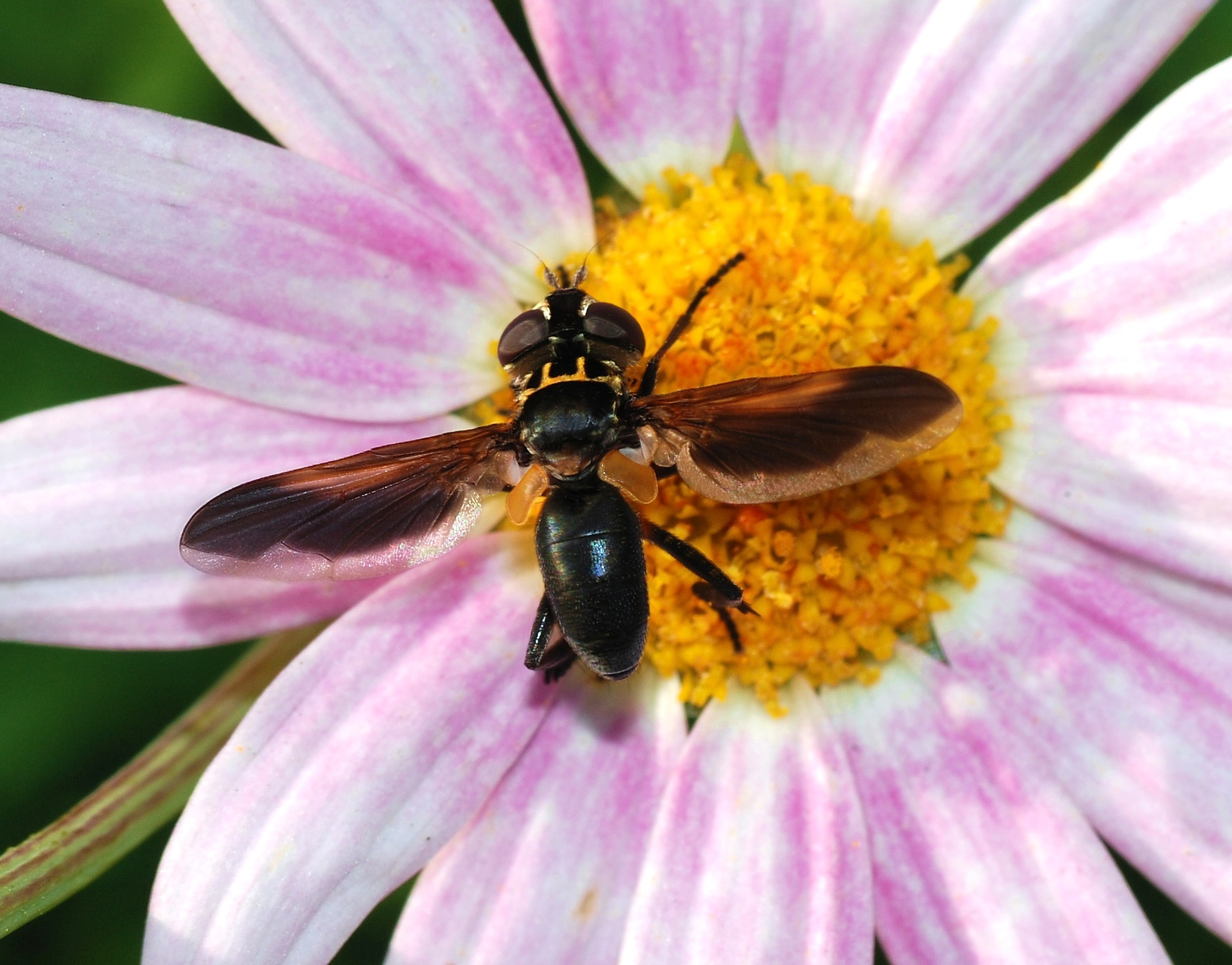
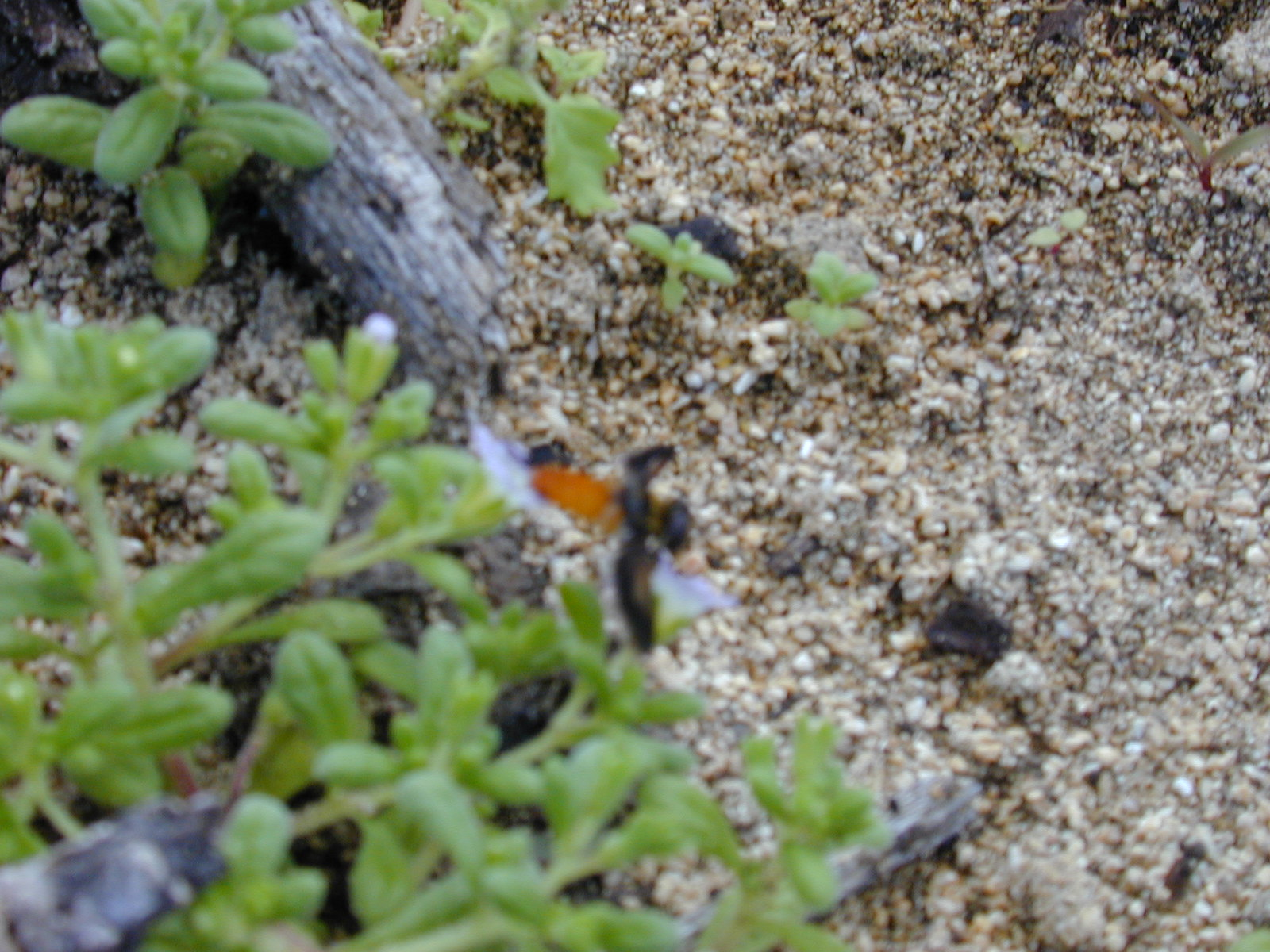